# General Dynamics F-16 Fighting Falcon
F-16 Fighting Falcon američki je višenamjenski borbeni zrakoplov četvrte generacije. Njegova iznimna prilagodljivost smatra se jednim od glavnih razloga izvoza u 24 zemlje.[do kada?] Također se smatra jednim od najsigurnijih lovaca na svijetu. F-16 je i najuspješniji izvozni lovac zapada, s preko 4000 proizvedenih zrakoplova. Proizvodnja za USAF završena je, ali se i dalje grade novi zrakoplovi za izvoz. U početku je bio osmišljen kao laki dnevni lovac, a njegova evolucija u vrhunski borbeni zrakoplov sposoban napasti sve mete u zraku i na zemlji širokim rasponom oružja i pametnih bombi u svako doba dana i noći i u svim vremenskim uvjetima značajna je za povijest zrakoplovstva.
U srži je F-16 lovac za blisku zračnu borbu. Bio je prvi zapadni lovac sa sustavom upravljanja fly by wire (FBW), zbog čega su ga u početku zvali 'električni mlažnjak'. Svaka nova inačica (primjerice, američke oznake Block+broj odnosila se na neke mehaničke i/ili elektronička unaprijeđenja, primjerice posljednja inačica nazvana F-16 Block 70/72 Viper uključuje i radar AESA (Active Electronically Scanned Array), odnosno računalom kontrolirane faze antenskog niza sastavljenog od velikog broja radarskih modula (elektroničkih sklopova za odašiljanje i primanje signala, transmit/receive module, TRM),  koji usmjerava radarsku zraku bez potrebe za mehaničkim okretanjem uređaja, uz upozorenje na sučelju pilot-zrakoplov. Velik broj radarskih frekvencija  "zbunjuje" starije uređaje za prikaz ozračenosti objekata i čini ih ranjivim i privremeno neupotrebljivim. Od samog početka dizajniranja i izgradnje ovog aerodinamički nestabilnog zrakoplova, zbog čega mu je i ugrađen sustav FBW (fly-by-wire umjesto sustava sajli i kolotura s mjestimično ugrađenim aktuatorima gdje su sile otpora pilotu zbog brzine prevelike. Kod FBW sustava računalo konstantno računa i obrađuje sve trenutne parametre leta, te "ispravlja" moguće pilotske greške, a pomicanje aerodinamičkih upravljajućih površina obavljaju elektel-hidraulički aktuatori točno onom silom kakvom je pilot pomaknuo upravljačku palicu. I taj sustav ima 4 odvojena rezervna sustava.  
U kabini pilot leži pod kutom od 30°, što mu uvelike olakšava nositi se s G-silama (i pozitivnim i negativnim), samo sjedište u zero=zero izbacivom sjedištu ACES II DMS (Dynamic Motion Seats), svi noviji modeli F-16 i jednosjedi i dvosjedi imaju širokokutni Head-Up Display (HUD - inače "prozirni" prikaznik za borbu svih najvažnijih parametara rada zrakoplova, naoružanja, visine, horizonta, itd.) i a iznad pilotovih nogu nalaze se dva višenamjenska prikaznika u boji MFD 8"×6". Kabina ima kapljičasti pokrov čija odlika je izvrsna vidljivost u svim pravcima pilotske kabine bez bilo kakvih smetnji (okvir i sl.) u vidnom polju radi bolje preglednosti pilotova vidokruga. Upravljačka palica nalazi se na desnoj strani, a palica za dodavanje brzine i neke druge funkcije nalazi se na lijevom dijelu kabine, i obje palice dio su objedinjnog sustava HOTAS (Hands On Throttle and Stick), tj.pilot može u borbi obje ruke stalno držati na lijevoj palici kojom povećava ili smanjuje brzinu i upravlja komunikacijskom opremom, dok desnim "joystickom" upravlja zrakoplovom, naoružanjem, mamcima i sl. Svi modovi radara i drugih prikaznika mogu se aktivirati i gumbima i prekidačima na lijevoj i desnoj palici (a mogu i drugačije), zato je sustav HOTAS u trenutcima bliske borbe i donošenj brzinskih odluka (Dogfight) nezamjenjiv.

## Dizajn
Kao višenamjenski taktički lovac F-16 je opremljen topom od 20mm M61 Vulcan u lijevom korijenu krila te s barem dva Aim-9 Sidewinder projektila kratkog dometa, po jedan na nosačima koji se nalaze na vrhu oba krila. Ispod svakog krila su tri podvjesne točke na kojima se može nositi širok raspon projektila zrak-zrak i zrak-zemlja te nenavođenih raketa i bombi, uključujući i pametne bombe. Razvijen da bude jeftina okosnica ratnog zrakoplovstva. Iako jednostavniji i lakši od svojih prethodnika, upotrebom napredne elektronike i aerodinamičkih rješenja uključujući i FBW sustav zrakoplov ima vrlo dobru pokretljivost i osobine te može letjeti i po danu i po noći.

## Tehničke karakteristike
Osnovne karakteristike
- posada: 1
- dužina: 14,8 m
- raspon krila: 9,8 m
- površina krila: 27,87 m2
- visina: 4,8 m
- aeroprofil: NACA 64A204

Letne karakteristike
- najveća brzina: 2414 km/h (preko Mach 2)
- ekonomska brzina: 800 km/h
- dolet: 4220 km
  - borbeni dolet: 550 km
- brzina penjanja: 254 m/s
- najveća visina leta: 18 000+ m
- specifično opterećenje krila: 430 kg/m2
- motor: 1× F110-GE-100 turbomlazni motor s dodatnim izgaranjem